# Tambak Lau Mulgap II
Tambak Lau Mulgap II is een bestuurslaag in het regentschap Karo van de provincie Noord-Sumatra, Indonesië. Tambak Lau Mulgap II telt 2598 inwoners (volkstelling 2010).